# 大角人事
大角人事（おおすみじんじ）とは、日本海軍において大角岑生海軍大臣の任期である1933年（昭和8年）から翌年にかけて、艦隊派主導によって行われた、条約派追放人事のこと。

## 背景
海軍士官の人事権は海軍大臣の専権事項とされていた。
日露戦争臨戦時の山本権兵衛大臣による日高壮之丞常備艦隊司令長官更迭と東郷平八郎の招聘、シーメンス事件処理のため八代六郎大臣が断行した山本前総理大臣と斎藤実前海軍大臣の予備役編入などが好例である。
しかし下記の経緯により、軍令部は人事について海軍省へ要求を起こすようになった。
ワシントン海軍軍縮条約・ロンドン海軍軍縮条約が締結され不満を募らせていた軍令部を中心に、海軍省の権限を弱体化して軍令部の権限を強化する動きが活発化した。伏見宮博恭王が海軍軍令部長に就任すると、軍令部次長在任わずか四か月の百武源吾中将が海軍大学校長に転任となり、高橋三吉中将が次長に就任する。この交代の背後には艦隊派の加藤寛治大将による大角への圧力があった。艦隊派の後ろ楯であった伏見宮は「私の在任中でなければできまい。是非やれ」と後押しし、高橋次長が主導して軍令部の権限強化策を断行した。
「海軍軍令部長」が「軍令部総長」となったのはこのときのことで、その最終的な成果として「軍令部条例」と「省部事務互渉規定」が改定され、1933年(昭和8年)10月より発効した。軍令部側は人事権も要求していたが、これは海軍大臣に残された。
こうして軍令部は海軍省を圧倒するようになり、人事についても大角に要求を突きつける。

## 内容
第一段階として、ロンドン条約の批准・発効に尽力した2名の海軍大将を予備役編入した。
- 山梨勝之進大将…元海軍次官。昭和8年3月11日予備役。
- 谷口尚真大将…前海軍軍令部長。昭和8年9月1日予備役。

山梨はロンドン海軍軍縮条約締結時の海軍次官で、財部彪大臣がロンドンに赴き不在の中、艦隊派の説得に尽力した。谷口は条約厳守の姿勢を貫き、満州事変に乗じた海軍の軍備力増強を認めなかった。このため、艦隊派からは強力な抵抗勢力とみなされていた。
次いで以下の4人が予備役となった。
- 寺島健中将…満州事変時の海軍省軍務局長。1934年(昭和9年)3月31日予備役。
- 左近司政三中将…ロンドン海軍軍縮会議首席随員。1934年(昭和9年)3月31日予備役。
- 堀悌吉中将…ロンドン海軍軍縮会議時の海軍省軍務局長。1934年(昭和9年)12月15日予備役。
- 坂野常善中将…駐米大使館付武官・海軍軍令部第三班長・軍事普及部委員長として対米避戦論を展開。1934年(昭和9年)12月15日予備役。

## 影響
将来の海軍大臣候補をまとめて葬ったこの出来事は、海軍全体にとって大きな損失となり日米開戦の遠因にもなった。
堀悌吉の予備役編入について、山本五十六は「堀を失ったのと、大巡の一割とどちらかナ。とにかくあれは海軍の大馬鹿人事だ。」（新聞記者・伊藤正徳への発言。伊藤の著書より引用。）と痛憤していた。
また山梨勝之進は「海軍の人事は大臣が決めたらどうにもならない。大角海相に伏見宮殿下と東郷元帥から圧力がかかっている。東郷さんの晩節のために惜しむ」と述べている。

## その後の人事
大角海相は、1935年（昭和10年）の人事にて、艦隊派とみられていた者も予備役編入としている（なお加藤寛治大将は同年後備役）：
- 枝原百合一中将（海軍兵学校（31期）首席卒業）

また、1936年（昭和11年）の人事にて、艦隊派とみられていた者も予備役編入としている：
- 中村良三大将
- 小林省三郎中将

艦隊派と条約派との対立構造は緩和へ向かった。伏見宮博恭王軍令部総長も艦隊派への肩入れを弱めた。
条約派ともみなされていた山本五十六は海軍次官に就き（1936年）、日独伊三国同盟の締結時には（1940年）、米内光政、井上成美らと共に最後まで反対した（海軍左派）。